# Сумівський заказник
Су́мівський заказник — ботанічний заказник місцевого значення в Україні. Розташований у межах Гайсинського району Вінницька область, біля села Кошаринці. 
Площа 10 га. Оголошений відповідно до Рішення Вінницького Облвиконкому № 421 від 25.10.1977 р. Перебуває у віданні ДП «Бершадське лісове господарство» (Сумівське лісництво,
кв. 12, вид. 9). 
Найбільшу цінність в заказнику становлять угруповання дубових лісів кизилово-конвалієвих. У деревостоях даних ценозів трапляються, крім дуба звичайного, також дуб скельний, в'яз граболистий, берека, черешня пташина, явір. Середньогустий підлісок зімкненістю 0,3-0,4 становить переважно дерен і, як домішка, трапляються калина-гордовина, свидина криваво-червона та інші. У травостані покриттям 80-90 % переважає конвалія (60-70 %), допоміжними видами є купина запашна, медунка м'яка, копитняк звичайний, зірочник лісовий, фіалка Рейхенбаха, фіалка шершава, омфалодес (пупочник) та інші. Трапляються види, занесені до Червоної книги України: лілія лісова, гніздівка звичайна, любка зеленоквіткова, зозулині сльози яйцеподібні, коручка темно-червона і коручка чемерникоподібна.

## Характеристика території
За фізико-географічним районуванням України ця територія належить до Бершадського району Подільського Побужжя Дністровсько-Дніпровської лісостепової провінції Лісостепової зони. З геоморфологічного погляду — це хвиляста з ярами та балками лесову височина з сірими і темно-сірими лісовими ґрунтами. Клімат території є помірно континентальним. Для нього характерне тривале, нежарке літо, і порівняно недовга, м'яка зима. Середня температура січня становить -6,0 … -6,5°С, липня +18,5…+19,0°С. Річна кількість опадів складає 500—525 мм. За геоботанічним районуванням України ця територія належить до Європейської широколистяної області, Подільсько-Бесарабської провінції, Вінницького (Центральноподільського) округу.